# Rheingau (Schiff, 1985)
Die Rheingau ist ein 1985 für die Rüdesheimer Reederei Rössler-Linie gebautes Binnenfahrgastschiff, die es für Rundfahrten, Ausflugsfahrten und Charterfahrten auf dem Rhein einsetzt.

## Geschichte
Nachdem der alteingesessene Familienbetrieb der Reederei Rössler sich ab 1977 mit der kleinen St. Nikolaus. 1 ganz auf die Fahrgastschifffahrt konzentrierte, bestellte der damalige Eigner Klaus-Peter Rössler bei der Lux-Werft den ersten Neubau des Betriebes. In Mondorf wurde das Schiff unter der Baunummer 94 auf Kiel gelegt und 1986 abgeliefert. Seitdem ist das auf den Namen Rheingau getaufte Schiff ausschließlich für die Rössler-Linie in Fahrt.
Zum Einsatz kommt das Schiff im Linienverkehr mit Rundverkehr und Themenfahrten im Oberen Mittelrheintal, bei denen es die Anlegestellen zwischen Rüdesheim, Bingen und Assmannshausen bedient. Dazu kann die Rheingau wie alle Schiffe der Reederei für Tagungen, Events oder Ausflugsfahrten auf dem Rhein gechartert werden.

## Das Schiff
Die Rheingau ist 36,00 Meter lang und 7,20 Meter breit. Der Tiefgang beträgt 1,10 Meter. Angetrieben wird das Schiff von zwei MAN-Dieselmotoren mit jeweils 241 PS, die auf zwei Schrauben wirken. Das Schiff verfügt über zwei geschlossene Decks für 200 Fahrgäste und ein offenes Oberdeck, auf dem Platz für 150 Fahrgäste ist. Zugelassen ist die Rheingau für 250 Fahrgäste.